# Bill Cunningham (fotógrafo)
William J. Cunningham (Boston, 13 de marzo de 1929–Nueva York, 25 de junio de 2016) fue un fotógrafo de moda de The New York Times, conocido por su fotografía callejera.

## Biografía

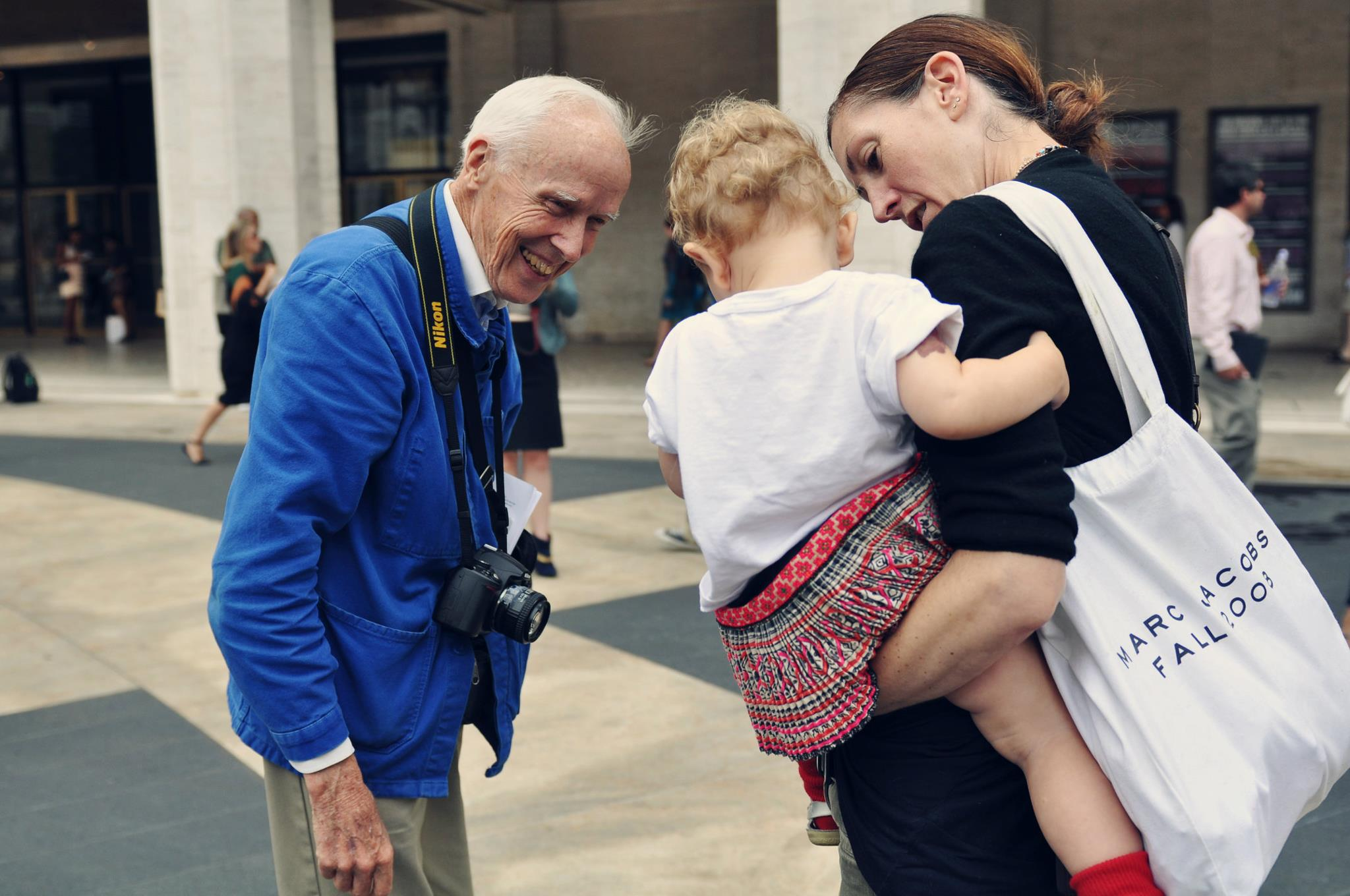
Bill Cunningham en la semana de la moda de New York, 2011

Bill Cunningham nació en Boston. Abandonó la Universidad de Harvard en 1948, a los 19 años, y se mudó a la ciudad de Nueva York, donde comenzó a trabajar como publicista. 
Poco después lo dejó y comenzó a trabajar en una tienda de sombreros llamada “William J.”. También tuvo que dejar el trabajo cuando fue a servir al Ejército de los Estados Unidos, aunque después volvió a Nueva York, donde comenzó a escribir para el Chicago Tribune.
Durante sus días como escritor contribuyó de manera significante en el periodismo de moda introduciendo en la audiencia americana a modistas como Azzedine Alaïa y Jean-Paul Gaultier. Además, mientras trabajaba para Tribune y  Women's Wear Daily comenzó a tomar fotografías de la moda que se veía en las calles de Nueva York. Tras tomar por casualidad una fotografía de Greta Garbo, este publicó un conjunto de fotografías improvisadas en el Times en 1978, que pronto se convirtieron en una serie regular del periódico. Su editor, Arthur Gelb, llamó a estas fotografías “un punto decisivo para el Times, ya que era la primera vez que se veía en un periódico fotografías de personas conocidas sin el permiso de estas”. Cunningham se dedica a tomar fotografías de la gente que pasea por las calles de Manhattan todos los días, centrándose en la manera en que la gente se viste y como a partir de esto muestran su estilo personal.
Era conocido no solo por fotografiar a famosos (como paparazzi)  o personas que usan la fama para mostrar ropa que ni ellos mismos han escogido. De hecho, afirmaba que la mayoría de sus fotografías no solían ser publicadas. Además, este seguía una filosofía independiente que fue citada por la CNN: “Si tu no les coges el dinero, ellos no te pueden decir que es lo que tienes que hacer”.
El diseñador Óscar de la Renta dijo: «Él tiene más que nadie toda la historia visual de los últimos 40 o 50 años de Nueva York. Es el alcance total de la moda en la vida de Nueva York». Creó su carrera a base de tomar fotografías inesperadas de la gente diaria, famosas y personas de la moda, muchas de las cuales le han dado valor a su empresa. 
De acuerdo con David Rockefeller, Brooke Astor le preguntó a Cunningham si quería asistir a su fiesta de centésimo cumpleaños, y él fue el único miembro en relación con los medios invitados.
En 2008, se le concedió la Orden de las Artes y las Letras por el ministro de cultura francés.
En 2010, los cineastas Richard Press y Philip Gafter de The Times produjeron un documental acerca del fotógrafo "Bill Cunningham New York" que fue lanzado el 16 de marzo de 2011. En este se nos muestra cómo Cunningham viaja por Manhattan con su bicicleta y como este vive en un pequeño apartamento del edificio Carnegie Hall que no tiene ni armarios, ni cocina, ni baño privado y que está lleno de archivadores y cajas con las fotografías que este ha ido tomando. El documental también nos muestra la filosofía que este sigue en la moda, el arte y la fotografía a la misma vez que también nos muestra las interacciones que este hace con las personas a las que les va a hacer la foto.
También salió en The Culture Show de la BBC Two en marzo de 2012.